# Jeffreysina violacea
Jeffreysina violacea is een slakkensoort uit de familie van de Rissoellidae. De wetenschappelijke naam van de soort is voor het eerst geldig gepubliceerd in 1971 door Golikov & Kussakin, in Golikov & Scarlato.